# Ingrave
Ingrave är en ort i civil parish Herongate and Ingrave, i distriktet Brentwood, i grevskapet Essex, i England. Orten är belägen 3 km från Brentwood. Ingrave var en civil parish fram till 1934 när blev den en del av Brentwood. Civil parish hade 692 invånare år 1931. Byn nämndes i Domedagsboken (Domesday Book) år 1086, och kallades då Inga.